# PICS
PICS è l'acronimo di Platform for Internet Content Selection che è una specifica emessa dal W3C che usa dei metadati per etichettare le pagine Web in base ai loro contenuti per aiutare i genitori e gli insegnanti a controllare a quali risorse del Web bambini e studenti possono accedere o meno.
Il progetto Resource Description Framework del W3C sta cercando di integrare le etichette RDF con le etichette PICS.